# Magnetic ink character recognition
Magnetic ink character recognition (MICR) er en teknik til maskinel aflæsning af tegn på et dokument, typisk bruges teknikken på en check. Typisk indeholder skriften banknummer, kontonummer og et checkløbenummer. Modsat stregkoder, der også let kan aflæses maskinelt, så kan MICR let læses også af mennesker.
De data, der skal kunne aflæses i bankernes datacentre, trykkes med magnetiserbar trykfarve, dvs. en trykfarve med et indhold af jernoxyd eller lignede. Det er ikke selve tegnenes ydre form, der aflæses, men f.eks. det mønster af streger og mellemrum, der udgør tegnene. En hyppigt anvendt skrift til dette formål i Europa er skriften CMC-7, men andre alfabeter findes. Når et dokument skal aflæses maskinelt, magnetiseres trykfarven først. Derefter passerer dokumentet forbi et læsehoved svarende til dem, der anvendes i f.eks. harddiske og båndoptagere. De magnetiserede striber i tegnene inducerer en strøm i læsehovedet. Denne strøms pulsmønster fortolkes som tegn.
Teknikken forstyrres ikke, selv om der er skrevet eller stemplet oven på koden. 
CMC-7 skriften blev udviklet i Frankrig i 1957 af Groupe Bull.